# Щитолистник трёхраздельный
Щитолистник трёхраздельный (лат. Hydrocotyle tripartita) — травянистое растение семейства Аралиевые (Araliaceae). Используется как аквариумное растение или может выращиваться на суше как комнатное растение.

## Ботаническое описание

### Морфология
Теплолюбивое многолетнее низкорослое (высотой 2–10 см) травянистое растение, разрастающееся побегами.
Листья зелёные, длиной 1–1,5 см и 4–10 мм шириной, несколько глянцевые, редко опушенные, обычно глубоко разделены на три сегмента; часто снова делится на зубцы. Листья располагаются горизонтально на длинной ножке, по две штуки из мутовки. Расстояние между мутовками на побеге может быть более 5 см.
Растение имеет очень слабую корневую систему и фактически не укореняется. Побеги растения распространяются не по грунту, а в толще воды.

## Распространение
Произрастает в Юго-Восточной Азии, Южной Австралии, Тасмании.

## Экология
Гидрофит  — может произрастать как на суше во влажны местах, так и под водой.
Сциогелиофит. Обилие на пастбищах может свидетельствовать о чрезмерном выпасе скота или нарушении среды обитания (часто наводнении), которое привело к снижению конкуренции. Чаще встречается на затенённых участках, так как большинство летних растущих трав плохо приспособлены к тени и, следовательно, конкуренция снижена.

## Значение и применение
Не имеет большого значения для выпаса скота, поскольку является очень незначительным компонентом большинства пастбищ; растет очень близко к земле; производит мало массы.
Используется как аквариумное растение или может выращиваться на суше как комнатное растение.